# ベツダイ
株式会社ベツダイは、大分県大分市に本社を置き、マンションの建設・分譲や新築住宅のフランチャイズチェーンの運営等を行う総合不動産会社である。

## 概要
1963年（昭和38年）創業の老舗の地場不動産会社である。マンションや住宅の建設・分譲等を主要事業としており、自社ブランドのマンション「グリーンヒル」シリーズは40件を超えている。また、新築の建売・注文住宅事業は「ベツダイホーム」ブランドで行っている。
一方、賃貸事業としてはアパマンショップネットワークのフランチャイジーを脱退後、「Re-Rooms Plaza舞鶴店」にてリーシング業を展開、2010年9月現在の賃貸住宅管理戸数は、2,218戸。さらに、マンションや戸建て住宅のリノベーション事業も手がけている。
2011年（平成23年）より、規格住宅「ZERO-CUBE+FUN」を主力商品とする新築フランチャイズビジネス「LIFE LABEL」（旧ZEROパートナーズ）と、定額制リノベーション「RE住むリノベーション」を主力商品とするパッケージライセンスビジネスを展開。「LIFE LABEL」の加盟店は165店舗と、新築フランチャイズチェーンとしてはLIXIL住宅研究所のアイフルホームと並び全国2位である（2016年2月時点）。
かつては大分市長浜町に本社を置いていたが、2010年（平成22年）9月に大分市向原に移転。旧本社跡地には「グリーンヒル」シリーズのマンションが開発され、リノベーション事業の営業所が置かれている。大分県別府市に本社を置く同業の株式会社別大興産は、当社とは別の企業で、資本関係等はない。

## 沿革
- 1963年（昭和38年） - 別大土地株式会社創立。
- 1974年（昭和49年） - 大分県で初めてツーバイフォー工法による建築確認を受ける。
- 1983年（昭和58年） - 別大土地株式会社から株式会社ベツダイに社名変更。
- 2006年（平成18年） - バブル崩壊の影響により債務超過となり、私的整理のガイドラインに基づく再生手続きを開始。
- 2008年（平成20年）12月1日 - 筆頭株主であった原弘産が保有株式全部を株式会社スタイル・フィット・マンションへ譲渡。自主再建の道へ[7]。
- 2010年（平成22年） - 規格住宅「ZERO-CUBE+FUN（ゼロキューブプラスファン）」を開発。グッドデザインアワード2010を受賞する[8][9]。
- 2012年（平成24年） - 定額制リノベーションパッケージ「RE住む（リスム）リノベーション」を開発。グッドデザインアワード2012を受賞する。
- 2016年（平成28年） - 木造2階建て住宅「BENTO HOUSE（ベントウハウス）」及び小規模建物「SURF STASH（サーフスタッシュ）」がグッドデザインアワード2016を受賞する[10]。